# Wallenstein (Roman, Döblin)
Wallenstein ist ein historischer Roman von Alfred Döblin, der zwischen 1916 und 1919 verfasst, schließlich 1920 im S. Fischer Verlag in Berlin erschien. Der dritte Roman des Autors umfasst nahezu den gesamten Dreißigjährigen Krieg, beginnend mit dem Sieg der Katholischen Liga über den „Winterkönig“ Friedrich V. von der Pfalz in der Schlacht am Weißen Berg, über der Ermordung des Generalissimus Wallenstein hinaus, endend mit einem fiktiven Tod des Kaisers Ferdinand II.  Inhaltlich steht der seelische Entwicklungsprozess des Kaisers dem vielfältigen Kriegsgeschehen entgegen, das durch den Söldnerführer Ernst von Mansfeld, den katholischen Heerführer Tilly sowie Schwedenkönig Gustav Adolf militärisch vorangetrieben wird, jedoch in Wallenstein seine Verkörperung findet. Der Generalissimus nimmt als Erneuerer der Kriegsfinanzierung monströse Züge an, ohne die Grenzen des Finanz- und Kriegswesens überschreiten zu können und scheitert schließlich an einer politischen Intrige, während das Desinteresse und die Unfähigkeit, den Kriegsunternehmer als politisches Instrument für die Reichspolitik, die katholische Seite oder auch nur die habsburgische Hausmacht einzusetzen, Ferdinand in die völlige Resignation treiben lässt.
Eine historische Ganzheit, wonach die Vergangenheit in Gegenwart münde, wird in Wallenstein erzähltechnisch durch Heterotopien und Chronotopien, einem radikalen Perspektivismus, dem Nebeneinander von Tatsachen, Gerüchten, historischem Wissen, aktuellen Geschehnissen und Rückblenden in eine Totalität überführt, die einer Reduktionen des historischen Verlaufs auf kausale Ursachen zuwiderläuft. Metafiktionale und suprarationale Darstellungen lassen vereinzelt auch den Realismus fragwürdig erscheinen und zeigen die Fragmentalität des Historischen. Der Roman stellt eine Absage an der historistischen Geschichtsschreibung dar wie eine Vergegenwärtigung des Krieges als Ereignis, darüber weniger die Akteure verfügen, als der Krieg über sie.

## Inhalt
Der Roman ist in sechs Büchern geteilt: Maximilian von Bayern, Böhmen, Der Krieg, Kollegialtag zu Regensburg, Schweden, und Ferdinand.

## Interpretation

### Figuren
Döblin bereichert die realen Eigenschaften, manchmal gar den Werdegang der Figuren mit fiktionalen Elementen, so starb Kaiser Ferdinand in Wirklichkeit eines natürlichen Todes, Maximilian von und zu Trauttmansdorff war nicht körperlich deformiert und Peter Ernst II. von Mansfeld tötete nicht vor seinem Ableben einen Priester, der ihm kurz zuvor noch die Beichte abgenommen hat. Eleonora Gonzaga begann keinen Suizid, sondern überlebte den Tod ihres geliebten Gatten um fast zwei Jahrzehnte. Phillip Ludwig von Pfalz-Neuburg war bereits 1614 tot und konnte daher nicht im Dreißigjährigen Krieg wirken. Armin Arnold nennt Ferdinand, Wallenstein und Fürst Maximilian als die wichtigsten Figuren des Romans. Der in der Geschichtsschreibung als gefährlichster Feind des Kaisers und seines Feldherrn geltende Schwedenkönig ist nach Erwin Kobel in der Geschichte Wallensteins integriert. Weibliche Figuren spielen eine untergeordnete Rolle, wenngleich ihre Geschlechterrollen eine Umdeutung erfahren. Die Figuren stehen in einer rivalisierenden Beziehung zueinander, das durch ihr Handeln, den parallelen Zeitpunkt ihres Todes wie ihrer Zugehörigkeit zu den jeweiligen Elementen wiedergegeben wird.

### Ferdinand der Andere

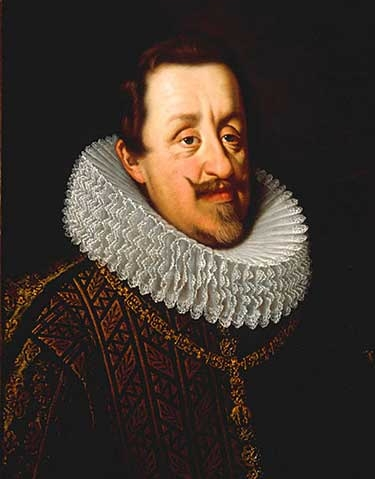
Ferdinand II. (um 1624)

Kaiser Ferdinand II. wird konsequent der Andere genannt, die zeitgenössische Benennung für die zweiten Namensträger. Er wird als melancholischer Spinner bezeichnet, dessen Frömmigkeit oft in geistige Verwirrungen abgleitet. Er ist weder fähig noch wirklich willig, politisch in die kriegerischen Wirren einzugreifen. Das Verhältnis zu seiner Frau Eleonora Gonzaga ist unglücklich, da sie mit seiner wechselhaften Stimmung überfordert ist. Wallensteins Tod führt zu seinem Rückzug von der Politik und der Flucht in die Wildnis, wo er den Tod findet. Seine Gattin hatte sich kurz zuvor wegen der Flucht ihres Gatten das Leben genommen.
Ferdinand stellt nach Steffan Davies ein Komplementärcharakter zu Wallenstein dar. Als Gegenpol zu Wallenstein ist er trotz seiner Hausmacht und Machtposition auf seinen Generalissimus und Herzog Maximilian angewiesen. Das Entfallen der Ordnungszahl wird in der Forschung als Markierung seiner realpolitischen Abwesenheit gedeutet. Die Kargheit seiner Behausungen weisen ihn als einen Asketen aus, doch zeigt seine Suche nach Verstreuung, dass es sich um ein Abbild seelischer Not handelt, als eine rational getroffene Entscheidung. Hier gleicht er Maximilian, der jedoch durch Emsigkeit der eigenen Lähmung entgehen kann. Nach Davies gelingt es ihn weder die Abhängigkeit zum Hause Wittelsbach abzuschütteln, nachdem er mit Wallenstein einen fähigen Heerführer auf seiner Seite hat, noch seine Macht später auszubauen. Ferdinands Abwesenheit vom Irdischen, die im phantastischen Mord gipfelt, weisen ihn laut Erwin Kobel als Melancholiker aus.
Nach eigener Aussage wollte Döblin seinen Roman eigentlich Ferdinand nennen. Das Interesse des Autors verschob sich während der Arbeit immer stärker auf die Figur Ferdinands und auch der Roman schließt mit seinem phantastischen Ableben ab. Der Namensgeber Wallenstein taucht aus chronologischen Gründen erst später als der Kaiser und die katholischen Protagonisten Tilly und Maximilian I. auf, doch ist er das Gravitationszentrum des Romans. Ferdinand ist zwar im Gegensatz zur nackten Gewalt Wallenstein, dessen Eigenleben nahezu vollständig in äußere Bewegungen aufgehoben wird, als Charakter gezeichnet und nicht nur als Typ, doch ist er als dieser ein Gegenbild des Friedländers, weshalb auch sein Todeszeitpunkt nah am Tag der Ermordung Wallensteins liegt.

### Wallenstein

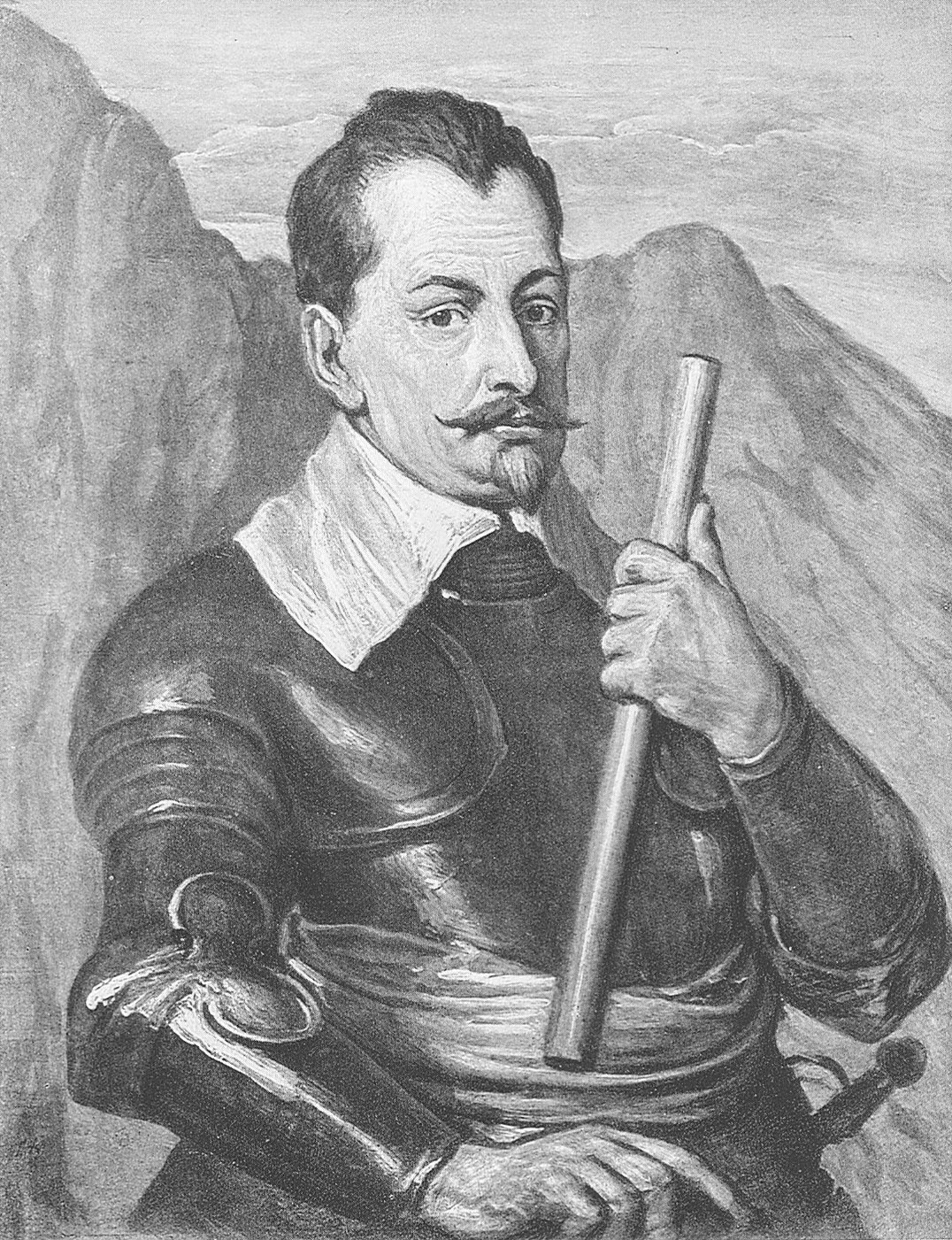
Wallenstein

Wallenstein ist der Profiteur des Krieges, der mit Hilfe von Finanzspekulationen ein Vermögen anhäuft, um es gewinnbringend im Krieg zu investieren. Der Friedländer geht dabei strategisch vor, baut seinen Palast am Hradschin aus und erwirbt weitere Güter, obwohl er unter der Gicht leidet und schwer von seiner Krankheit gezeichnet ist. Im Gegensatz zum Schwedenkönig weiß Wallenstein um die Bedeutung des Geldes im Krieg. Als Feldherr ist ihm die Gefährlichkeit einer Schlacht unter gleichrangigen Truppen bekannt, so zielt sein Plan gegen die Schweden allein auf eine Schwächung des Feindes. Anders als Ferdinand II. ist sich der Parvenü Wallenstein seiner gewonnenen Macht bewusst, die ihm eine privilegierte Position unter den Großen erlaubt.
Nach Erwin Kobel gehöre die Figur zum Typus Homo faber. Sein organisatorisches Talent, der Wille stets Vorwärts zu schreiten und hierbei schöpferisch-zerstörerisch tätig zu sein, zeichnen die Unternehmerfigur Wallenstein aus. Nach Kobel verknüpfte Döblin mit Wallenstein die Hoffnung auf einen Modernisierer Deutschlands, der den Nationalwerdungsprozess hätte analog zu Frankreich oder England in Gang setzen können. Auch Roland Links meint, dass Döblins Wallensteinfigur das „Schicksal Deutschlands am Herzen“ liege. Adalbert Wichert hingegen kritisiert eine leichtfertige Gleichsetzung der Figur mit einem Korrektiv der deutschen Geschichte, gar einem Vorreiter der bürgerlichen Revolution, denn Wallenstein unterscheide sich lediglich durch seine größere Effizienz von seinen Konkurrenten, auch profitiere er vom frühen Tod seiner reichen Gattin. Nach Wichert stelle der Investor Wallenstein weniger eine politische Alternative dar, als eine Verschärfung der Ausbeutung. Josef Quack weist darauf hin, dass nicht nur die nationale, sondern auch die jüdische Frage von der Rolle Wallensteins abhängig ist, so fällt seine Absetzung mit der grausamen Hinrichtung zweier Juden zusammen und das Pogrom in Prag mit der Abwesenheit der kaiserlichen Truppen. Im Gegensatz zu Kobel führt Wichert an, dass Wallenstein höchst affektibel sei, schwankend zwischen „Machtgier und gekränkter Eitelkeit“ und als einzigen Modus die schöpferische Zerstörung kenne, welche sich äquivalent zu seinem angehäuften Vermögen verhält. Die partiell richtige Feststellung des ökonomischen Strategen Wallenstein muss jedoch um die mythologische Gestalt des Prometheus ergänzt werden. Laut Quack vereine Wallenstein ungezähmte Natur und Kraft. Die jüdische Projektion in Wallenstein zumindest einen Fürsprecher zu finden, lassen ihn ebenfalls als Kulturträger erscheinen. Im Symbol der selbstgeprägten Münze vereinen sich nach Kobel die Elemente Feuer und Erde, welche das geistig-materielle Wesen des Friedländers widerspiegeln. Die Abhängigkeit seiner Wutausbrüche und kaum überlegten Handlungen von der Gichterkrankung legen ein psychophysisches Modell nah, welches im Gegensatz zum cartesianischen Modell eine Instellungbringung des Geistes gegen den Körper nicht vorsieht.

### Maximilian von Bayern

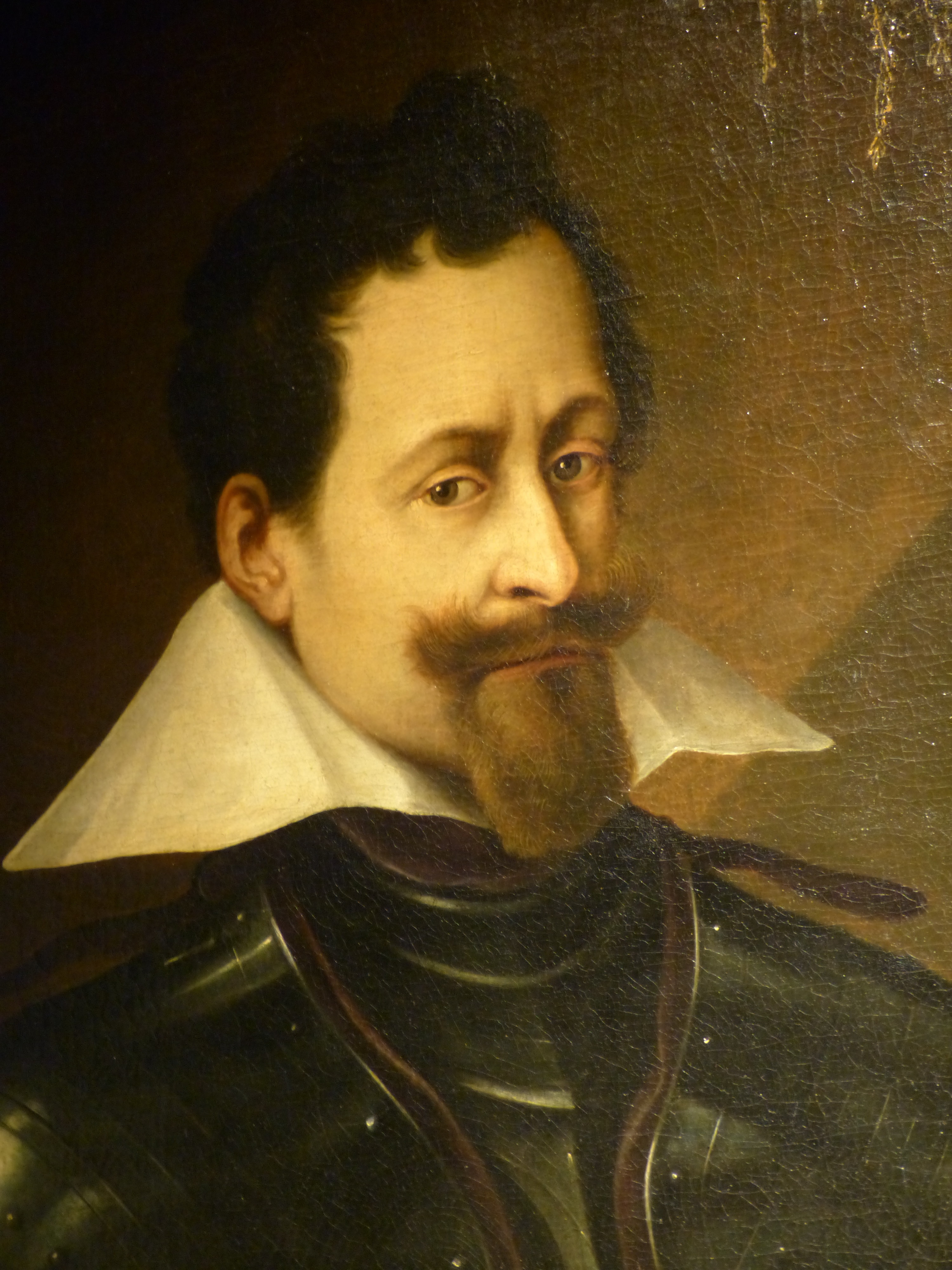
Maximilian I. (1598)

Maximilian I. vertritt als bayrischer Kurfürst die katholischen Interessen im Reich. Er betrachtet den Krieg gegen die protestantischen Reichsstände auch als eine Möglichkeit der Bekehrung bzw. Vernichtung der Lutheraner. Sein religiöser Eifer zeigt sich in seinen Geißelungen. Gegenüber Wallenstein hegt er großes Misstrauen, sieht in ihm einen zukünftigen Despoten. Frömmigkeit, Melancholie und die familiäre Bande einen den Bayern und Ferdinand, doch ist Ersterer von großem Ehrgeiz getrieben und verfolgt eine dynastische Politik auf Kosten des Reiches und Habsburg.
Maximilian ist der tatkräftigste katholische Repräsentant. Ähnlich wie Ferdinand ist er kein Krieger, sondern vorrangig Politiker. Tilman Kasten sieht in der Beziehung zwischen den Bayern und Ferdinand ein Spannungsverhältnis, weil dieser den teils regierungsunwilligen, teils -unfähigen Kaiser politische Entscheidungen abringt, die dessen Antriebslosigkeit nur steigern. Aus der Abhängigkeit von seinem Vetter kann sich Ferdinand durch eine neue Abhängigkeit von Wallenstein scheinbar lösen. Sein Rivalen um die politische Macht im Reich sind einerseits der Habsburger, den er die Kurfürstenwürde im Münchner Vertrag abpresst wie der Friedländer. Der Fürst meint in Wallenstein ein Instrument des Kaisers zur Unterdrückung der reichsständischen Interessen zu erkennen, obgleich es gerade seine Forderung nach der Einlösung des kaiserlichen Versprechens gewesen ist, die Ferdinand zu einem drastischen Eingriff in das Gefüge des Reiches drängt. Reiner Niehoff charakterisiert die Figur als „vaterfixiert, moralmasochistisch strukturiert“, der den „unbewältigten Triebansprüchen, die deutlich homosexuell konnotiert“ seien durch Selbstbestrafung entgehen will. Auf die Niederlage in der Schlacht bei Breitenfeld hin, lässt er seinen Hofnarren einen Storch zerfleischen. Der masochistische Akt der Selbstzerfleischung – der Storch stehe nach Simonetta Sanna sinnbildlich für die Tugend Frömmigkeit – wie das sadistische Vergnügen an der Quälerei des Zwerges, sind Ausdruck seiner Triebstruktur.

### Gustav II. Adolf

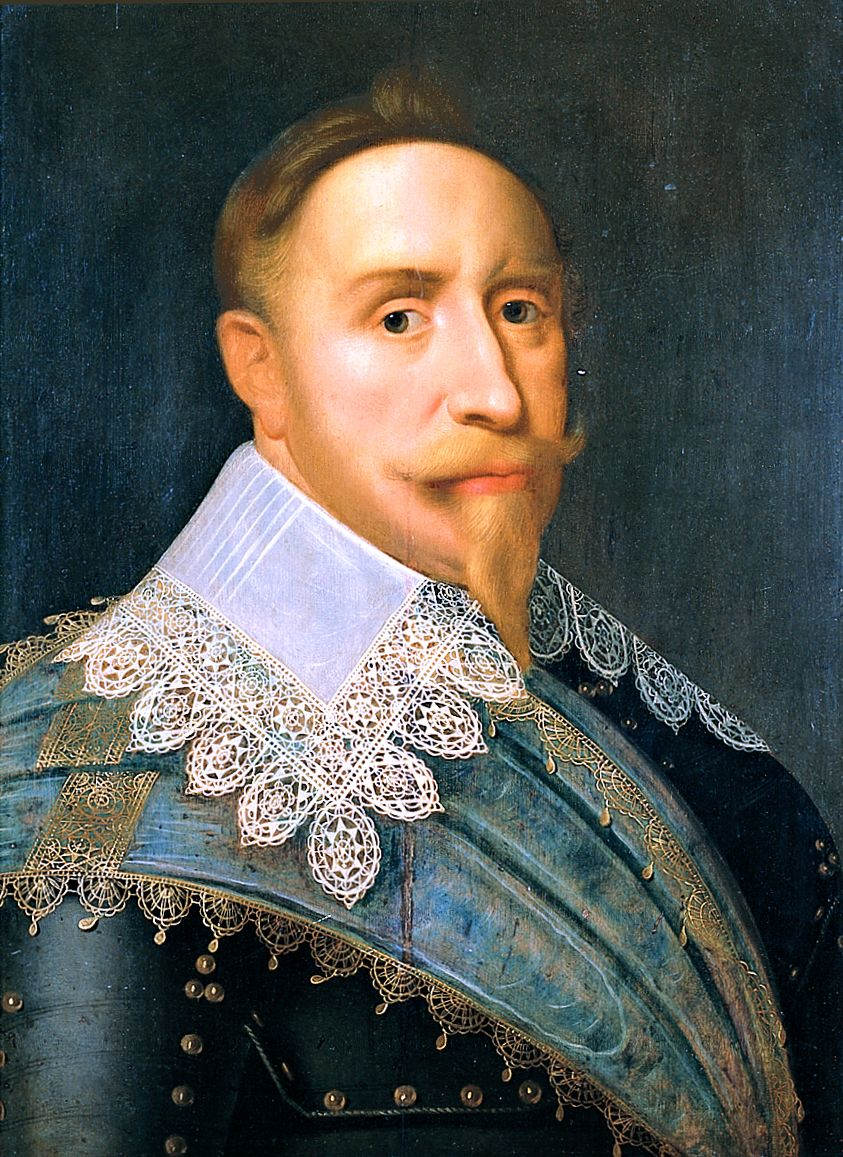

Gustav Adolfs Auftauchen ähnelt einer Naturgewalt. Seinen Kriegseintritt rechtfertigt er als Eingriff für die unterdrückten Glaubensverwandten im Reich. Seine Selbstauffassung als Haupt der evangelischen Christenheit verlange die Zerschlagung des katholischen Glaubens. Dennoch nimmt er jährlich 400.000 Reichstaler von den katholischen Franzosen an, um seinen Kampf gegen den Kaiser weiterzuführen. Die evangelischen Reichsstände nehmen den Schwedenkönig als ihren Messias und Rächer wahr. Der dicke Monarch stirbt historisch richtig in der Schlacht bei Lützen.
Der imposante Eintritt der schwedischen Flotte zeige nach Kobel die Übertretung von Gustav Adolfs eigenen Gesetzes, womit der große militärischer Erfolg einer wachsender „Selbstentfremdung“ gleiche und letztlich Ursache seiner Niederlage sei. Das durch die Übertretung hervorgerufene Scheitern entspricht weniger einer Konsequenz aus dem Verstoß gegen einen festen Wesenskern oder die Übertretung des Mittelmaßes, als eine fehlende Durchsetzung des Willens zur Macht gegenüber der Realität. Nach Josef Quack sind die religiösen Motive für sein Handeln gering und kommen erst vor der entscheidenden Schlacht gegen Wallenstein in einer an die Soldaten gerichteten Warnung vor dem Hochmut zur Ansprache. Tatsächlich ist unklar, was Gustav Adolf überhaupt dazu bewogen hat sein Reich zu verlassen, weil jeder Versuch dies auf ein Motiv zurückzuführen durch sein Handeln wie die Kommentierungen des Erzählers dekonstruiert wird. Die Zerstörung Magdeburgs verhindert er aus militärischen Gründen nicht und nimmt dadurch billigend den Tod seiner Glaubensbrüder im Kauf, um letztlich die Expansion Schwedens nicht zu gefährden. Er nimmt aus der Hand eines französischen Gesandten große finanzielle Mittel an, obgleich er sich als Gegenspieler der Katholischen positioniert. Im Gegensatz zu Ferdinand verschweigt der Erzähler die Praktizierung des protestantischen Glaubens auf Seiten Gustav Adolfs und verneint somit eine private religiöse Motivation. Sein rigoroses Vorgehen gegen die Katholiken führt nicht zu einem milderen Umgang mit seinen Verbündeten, die er für sein Vorgehen einzusetzen weiß. Nach Quack sei er als „tatkräftiger Staatsmann und Militär dem Kaiser, solange dieser seiner Regierungsunlust nachgibt an politischen Reflexionsvermögen überlegen“. Der König erfährt eine starke Entmythologisierung. Die Ironisierung als „der alberne schlaue Klotz aus Upsala“, Verfremdungen wie „Gotenkönig“ oder die moralisierende Gleichsetzungen mit Wallenstein in „anderer Barbar“ sowie die Tatsache, dass von seinem Tod gemeinsam mit dem Tod weiterer tausend protestantischer wie katholischer Soldaten in einer einzigen Zeile berichtet wird, dekonstruieren den Mythos vom Löwen aus Mitternacht.

### Tilly
Tilly ist als religiös motivierter Feldherr dargestellt, der in Maria seine „Oberkommandantin“ sieht. Im Gegensatz zur protestantischen Geschichtsschreibung, die in Tilly den Verantwortlichen der Zerstörung Magdeburgs sieht, lässt der Erzähler die Frage nach den Schuldigen des verheerenden Brandes offen. Ursula Kocher merkt an, dass die Sterbeszene Tillys eineinhalb Seiten umfasst. Dies übertrifft im Satzumfang die Sterbeszene Wallensteins wie den Bericht über den gefallenen Schwedenkönigs. Nach Albert Wichert werde in der detaillierten Szene, welche die Ausfahrt der Seele umfasst, die persönliche Größe auf die in der Masse verantworteten Schrecken zurückgeführt. Im Gegensatz zu Ferdinand, der seine Person in der Natur auflösen möchte, stellt das Gegenbild Tilly die Verhärtung des Individuums dar.

### Wilhelm Slawata
Der Überlebende des Prager Fenstersturzes ist ein Feind der Böhmen und ihres Aufstandes. Slawata ist ein persönlicher Feind von Wallenstein, wird jedoch vom Erzähler zu dessen Todfeind stilisiert, der letztlich auf den letzten Anstoß zu seiner Ermordung in Eger gibt. Die Beziehung zu Wallenstein ist zu Beginn eine politische, insofern Slavata den Friedländer als Instrument seiner Rache einsetzen möchte, entwickelt sich jedoch im Laufe des Romans zu einer fast pathologischen Abhängigkeit. Tilman Kasten urteilt, dass „der Mord […] für Slawata auf widersprüchliche Weise zugleich selbstbezogenes ästhetisches Spiel, die Befriedigung seiner Rachlust sowie die höchste Form einer homosexuell konnotierten ‚Inbesitznahme' des Generalissimus“ sei. Sein Ableben wird aus diesen Gründen parallel zu dem seines Vetters gestellt, obgleich er historisch korrekt erst im hohen Alter starb. Nach Quack ist er der „Prototyp des irrational Handelnden, der keiner vernünftigen Überlegung mächtig ist“.

### Weitere Nebenfiguren
Im Umkreis der Hauptfiguren Wallenstein und Ferdinand tauchen zahlreiche Nebenfiguren auf. Der Finanzier des Generalissimus Hans de Witte rückt im Vergleich zu den Prager Juden Bassewi in den Hintergrund. Josef Qauck erklärt dies mit der Bedeutung des jüdischen Themas im Roman. Paul Michna, ein Serbe, der aufgrund seines Einverständnisses zum rücksichtslosen Geschäftsgebaren wie de Witte und Wallenstein als Böhme bezeichnet wird, um sie topographisch als Fremde zu kennzeichnen, bewundert die Entschiedenheit seines Herren. Dagegen beruht das Wohlwollen des kaiserlichen Diplomaten Maximilian von und zu Trauttmansdorff auf seine Neugierde gegenüber dem Phänomen Wallenstein. Lamormain, Jesuit und Ferdinands Beichtvater, ist als geschickter politischer Berater gezeichnet.

## Form
Obgleich der Roman chronologisch von der Siegesfeier nach der Schlacht am Weißen Berg, über die Schlacht bei Lützen bis zur Ermordung Wallensteins und dem fiktiven Ableben des Kaisers erzählt wird, ist die Darstellung kaleidoskopisch angeordnet. Allenfalls der Werdegang des Schwedenkönigs fügt sich in eine lineare Geschichtsschreibung. Reiner Niehoff erkennt eine Parallelität zwischen der Handlung der Figuren und ihrer räumlichen Positionierung, die teilweise wie im Falle Wallensteins die Schreibweise des Autors aufgreift.

### Zitate und Montage
Döblin hat „zahlreiche Zitate aus zeitgenössischen Briefen und Berichten“ in seinen Roman eingefügt, die zur Authentizität des Erzählten beitragen. Der Sprachgebrauch macht sich teilweise in der Stimme des Erzählers bemerkbar, so übernimmt dieser beispielsweise Wallensteins derbe Bezeichnung für aufständische Bauern. Quack sieht darin ein Mittel zur Erzeugung des historischen Zeitbildes.

## Stil
Makrostilistisch zeigt sich eine breite Variation des Stils. Die Szene in der Hofkapelle (2. Buch, Anfang des Vierten Kapitels) wartet mit einer sinnlichen Beschreibung des Raumes auf, wie sie in der Auswahl der Objekte für den Symbolismus typisch ist. Sie wird durch die Predigt des Jesuiten im Ton barocker Strafpredigten konterkariert. Kurz darauf folgt eine Aufzählung; die Bühnenvorstellung der Artisten im böhmischen Dorf Bubna wird mit Perspektivwechsel, Blenden und Schnitte erzählt – womit sich der Erzähler ausdrücklich Mittel der Avantgarde des 20. Jahrhunderts bedient. Die daran anschließende Darstellung übernatürlicher Ereignisse erfolgt schließlich im Ton der Chronik, wodurch die Darstellung stilistisch in einem Widerspruch zur Authentizität der phantastischen Handlung gerät und die Desorientierung im Krieg letztlich ästhetisch reflektiert. Die stilistischen Eigenarten, welche der Roman weithin seine Moderintät verdankt, lässt sich bis in die Satzstruktur und Wortwahl nachvollziehen.

„Trompeter schmetterten zu sechs vom Chor herunter, aus dem goldenen Käfig des Balkons, der Heerpauker schlug bum. Zwischen der Musik saß der Kaiser hinter dem Wildschweinbraten in Pfeffer, einen weißen Hut mit der Reiherfeder auf dem leicht glatzigen Kopf, seine Ohren durch das Raspeln der Zähne nicht gehindert, dem Schmettern zu folgen. Sansoni, Zinkenmusikus, übt sein hohes Werk; verborgene Diskantisten und Kastraten pfiffen rollten wirbelten; sie umspielten die wenig die drehende Ruhe des Basses, den eine weiche Stimme ansprach, beschwor.“

Nach Walter Delabar unterscheide sich die Sprache im Roman von der Schriftsprache des Barockzeitalters hinsichtlich Schreibstil, Wortwahl und Wortschatz deutlich, doch werde durch das „deftige Vokabular, die Verwendung ungewöhnlicher, teils anachronistischer Begriffe, [den] Auftakt der Sätze oder auch die Figurenführung und -charakterisierung“ die Vorstellung des historischen Zeitraums hervorgerufen. Innerhalb des ausgewählten Textausschnitts lässt sich diese Abweichung aufzeigen. Der Terminus Balkon wurde erst zwischen dem 17. und 18. Jahrhundert aus dem Französischen entlehnt, die Lautmalerei bum, welche effektvoll am Satzende gesetzt und die kausale Wiedergabe der Tonrichtung durch die Wortsetzung (Trompeter zu Chor), sind ohne die Spracherneuerung des Futurismus kaum denkbar. Der Einsatz von Onomatopoesie vulgarisiert die Schriftsprache und wirkt gleichzeitig archaisierend. Im dritten Satz dient der auf einen hellen Vokal endende Name des Konzertmeisters Giovanni Sansoni (1593–1648) als Satzauftakt, während der dunkle Vokale des folgenden Wortes lautlich bereits auf die Musiker hinüberleitet. Hiefür setzt der Autor den archaisierenden Neologismus Zinkenmusikus (Hornist) ein. Döblin evoziert somit durch die Schriftsprache Musik, welche sich in der Klimax – unter Aussparung von Kommata – entlädt. Die „reiche Variation der Sprachmelodie und des Tonfalls“ kennzeichnen nach Josef Quack die Sprache des Romans. Die Wortdopplung am Ende des letzten Satzes erinnert den Leser an barocke Vielfalt wie Fülle und sprachlichen Manierismus, lässt sich jedoch als das expressionistische Stilmittel der Wortvariation erkennen. „Die rhythmische Gliederung ist in der Tat das originärste aller originären Merkmale der Prosa dieses Romans“, befindet Quack weiter.

## Themen

### Gewalt
Der Dreißigjährige Krieg ist von Zeitgenossen als eine Epoche der Gewalt und Schrecken erfahren worden und hatte als solche die Erinnerung bestimmt. In der erzählenden Literatur wurde die Gewalt unterschiedlich rezipiert. In Grimmelshausen Simplicissimus leitet der Übergriff auf einen Bauernhof inhaltlich den Beginn des Wanderlebens der Hauptfigur ein, wie die Schrecklichkeit des Krieges ästhetisch als kaum fassbare Entgrenzung markiert wird. Ricarda Huch lenkt in Der große Krieg in Deutschland den Blick auf die kriegsleidende Bevölkerung und ergänzt die politikhistorische Perspektive durch eine alltagsgeschichtliche Dimension. In Döblins Roman hingegen wird die Gewalt perspektivisch inszeniert, womit in der Darstellung die strenge moralische Unterscheidung zwischen einem vermeintlich alleinschuldigen Militär und den unschuldigen Zivilisten entfällt. Die Ästhetisierung der Gewalt ist die Folge einer auktorialen Indifferenz in Anbetracht der Permanenz von Gewalt. Anders als eine Position, welche die Zurückhaltung ethischer Überlegungen zwecks Ästhetisierung der Gewalt verfolgt, werden Leerstellen für eine Auseinandersetzung mit der Gewalt gewährt und ihre konstruktiv-dekonstruktive Dynamik sichtbar gemacht.
Das gewalttätige Ableben der Figuren dient vordergründig der Dekonstruktion ihrer Heroisierung, wie es die Akkumulation der Gewalt bis in die Körper der politischen und militärischen Akteure aufzeigt. Ferdinands Versuch seine politische Indifferenz durch eine Abkehr vom Hof und Flucht in die Natur zu begegnen endet tödlich. Der übergewichtige Schwedenkönig stirbt nicht als Held, sondern es wird Bericht gegeben von seinem und der Soldaten tausendfachen Tod. Mansfeld eigenhändige Tötung eines Priesters widersetzt sich der Vorstellung von einer Humanisierung der Person durch das eigene bevorstehende Ableben und lässt die Gewalt selbstreferenziell werden. Der unzuverlässige Erzähler bedient sich der Tiermetapher, um ähnlich wie Homer die Bestialität der einzelnen Typen zu unterstreichen. Anders als Homer, der eine qualitative Verschiebung in der Aggression seiner Helden durch die Metapher des Löwen verdeutlicht, dienen die bestialisierenden und dämonisierenden Metaphern im Wallenstein des Aufzeigens quantitativer Unterschiede, um dies ausgerechnet durch die Analogie Wallensteins mit dem Heiligen Gregor zu unterlaufen.
Die Schrecken des Krieges werden durch den Kontrast zwischen der kräftigen Darstellung der Gewalt und einer nüchternen Erzählhaltung hervorgehoben, Die Hatz auf Menschen mit Hunden, das Autodafé, Verletzungen durch Hiebwaffen und die Kriegsgräuel stehen neben der fiktiven Kreuzigung, eine in christlichen Räumen kaum praktizierte Hinrichtungsart, am kurpfälzischen Gesandten Johann Joachim von Rusdorf. Die Historikerin Stefanie Stockhorst verweist auf Schilderungen von Verstümmelungen, welche an die Kriegsverletzungen des Ersten Weltkrieges erinnern. Daneben wird die disziplinierte Gewalt im Schaukampf, Raufereien und Vorführungen des Fahrenden Volkes gezeigt.
Die von Klaus Schröter vertretene Meinung, Gewalt werde im Roman als „Ausbruch ursprünglicher Triebkräfte“ geschildert, wurde in der jüngsten Forschung wiederholt verworfen. Steffan Davies macht darauf aufmerksam, dass die Gewalt zumeist außerhalb des Schlachtgeschehens gezeigt werde. Eine moralische Enthaltung zwecks Ästhetisierung der Gewalt ist ebenfalls nicht vorhanden, beispielsweise ist die Hinrichtung des jüdischen Ehepaares eindeutig als Parodie auf den Einzug Jesu in Jerusalem erkennbar und macht das antijüdische Motiv hinter dem religiösen Eifer kenntlich, wie die Einschreibung von Tilly’ Kriegsunternehmungen in seinem zerfallenden Körpers eine Verbindung von Urheber und Taten verdeutlicht. Quack weist darauf hin, dass der Erzähler auch die Gewalt an Tiere thematisiert.

### Körperlichkeit
Die Ablehnung einer Spaltung von Körper und Geist führt in der Figurenbeschreibung zu einer gleichzeitigen Nennung von körperlichen und mentalen Eigenschaften. Weiterhin trägt die figurative Dynamisierung und Depersonalisierung zu einem Übergewicht der Körperdarstellungen bei. Tilman Kasten bemerkt, dass Döblin „stets […] um eine anschaulich-konkrete Deskription der körperlichen Symptome bemüht“ sei. Das Zusammenwirken von Körper, Geist und Seele verhindere nach Kasten eine Reduktion der Handlungen auf einzelne Motive und somit ihre historische Rekonstruktion wie die Auswirkungen auf den Körper und die sich daraus entwickelnden Veränderungen die psychophysische Einheit des Subjekts verdeutlichen.

### Entheroisierung
„Merkt Euch zum Bericht nach Hause das Wort Bildsäule, statua auf lateinisch. In solchem Zustand kommen Kaiser nur nach dem Tode vor.“, lässt der Erzähler seinen Wallenstein einen Diplomaten Wittelbachs unterrichten. Unansehnliche Alltagsszenen wie die Ehestreitigkeiten Ferdinands oder dessen Kontrollverlust im Weinkeller, die Hilflosigkeit Maximilians nach der Niederlage gegen Gustav Adolf und das Anflehen seines Kriegsrates Küttner oder Wallensteins Zornausbrüche, die seine Gesundheit wie den eigenen politischen Erfolg weiter gefährden, lassen Einblicke hinter einem idealisierten Herrscherbild zu, welche einer Heroisierung zuwiderlaufen.
Zahlreiche Figuren sind von körperlichen Deformationen gezeichnet. Nach Tilman Kasten werde Wallenstein seiner gewünschten Rolle als Held nicht gerecht, denn lediglich im Medium des Bildes gelingt es ihm sich in Nachfolge antiker Krieger zu stellen, jedoch scheitert er daran, das Herrscherbilde zu Pferde in realitas zu entsprechen. Adalbert Wichert sieht in den Sterbe- und Todesszenen gleichfalls eine Dekonstruktion des Heldentums. Der Tod der beiden wichtigsten Heerführer des Dreißigjährigen Krieges ist dem Erzähler kaum eine Beachtung wert. Wallensteins Sterben wird nach Joseph Quack gleich einem Totschlag geschildert und könne laut Wichert leicht überlesen werden: „Er stürzte nach rückwärts lang vor die Kammer, von einem entsetzlichen Partisanenhieb quer über den Kopf zertrümmert.“ Der Schwedenkönig stirbt als Teilnehmer einer Schlacht ohne jede Hervorhebung und Idealisierung. Ähnlich die Schilderung ihrer Leichen. Wallensteins Leiche wird buchstäblich entsorgt, während die aufgebahrte Leiche des Königs als „triefende Zentnermasse von Fleisch und Knochen […] eine gedunsene dicke Masse, zerfließend, die ein blauschwarzes Gesicht hatte, an der Arme und Beine hingen, etwas, das an Fleisch erinnerte“ beschrieben wird. Monique Boussart deutet das gewaltsame Ableben als das Aufzeigen einer Grenze politischen Machtstrebens. Quack wertet dies als Widerspiegeln eigener Grausamkeiten zu Lebzeiten.
Nach Wichert werde im Roman der Begriff Held als Spottbegriff gebraucht. Ironisierende Beinamen, so Tilly als „alter Wicht“ oder „die kleine Dogge“ und Gustav Adolf als „Glotz von Upsalla“ wie „König der Schweden Goten und Vandalen“ verspotten die Krieger, während ausgerechnet der gescheiterte Böhmenkönig nach seinem Tod eine Erinnerung als Held des Protestantismus erfährt.

### Religion
Unbestritten ist die große Rolle der Religion im Roman. Vordergründig stellt sich die Frage nach der religiösen Motivation der Kriegsparteien. Wird ein figurenzentrierter Ansatz gefolgt, lässt sich dies für die Mehrheit der Feldherren nicht bestätigen. Nach Reiner Niehoff vergebe Wallenstein die Ränge in seinem Heer unabhängig von der Konfession. Er verlangt evangelische Söldner trotz höherem Sold anzuwerben, um den konfessionellen Streit aus dem multikausalen Konflikt zu verlagern. Gustav Adolf, der nach Roland Links, die „Mär vom Religionskrieg erst gerissen verbreitet und dann auch wirklich glaubt“, sieht im Kaiser aufgrund des konfessionellen Gegensatzes einen geeigneten Feind, um seine Expansion zu rechtfertigen. Der Dänenkönig Christian ist einzig nach Ruhm aus und erkennt folgerichtig im Größenwahn die Ursache seiner Kriegsbeteiligung. Maximilian wie Ferdinand werden zumindest in ihrer Glaubenspraxis als Fromme gezeigt; der Herzog durch die Praxis der Abtötung, während Ferdinand sich regelmäßig die Beichte nehmen lässt. Die Sphäre der Religion ist unzentrennbar mit der Politik verwoben, so ist des Kaisers Beichtvater auch sein politischer Berater und der Herzog verlangt in politischer Not nach seinen Geistlichen. Jesuiten bilden die stärkste Oppositionspartei gegen Wallenstein am Wiener Hof, obgleich sein Eintreten sie vor der Vernichtung durch die Schweden bewahrte. Josef Quack sieht die Sphären der Religion und Politik unterschiedlich vermengt. Im Falle Wallensteins sind sie am stärksten voneinander entfernt, bei Maximilian am stärksten verwoben, ohne jedoch jemals getrennt oder deckungsgleich zu sein. Im Selbstverständnis der verfolgten Böhmen und in der Mobilisierung der Gläubigen durch katholische wie evangelische Prediger zeigt sich das Vergemeinschaftungspotenzial der Religion.
Die religiös-politische Auseinandersetzung wird in szenischen Dialogen und Fabeln fortgetragen. Das Verhältnis von Macht und Geistigkeit begegnen die Akteure mit Pragmatismus, ethischem Rigorismus, Theokratismus, Quietismus oder der Imitatio Christi. Wallenstein reagiert auf die Herausforderung religiöse Anliegen in der politischen Sphäre gerecht zu werden mit Pragmatismus, was ihm die Feindschaft der Jesuiten zuträgt. Ferdinand schwankt zwischen Erfüllung der Staatsräson und Mystik. Seine Gattin verfolgt hingegen einen ethischen Grundsatz, der in Aktionismus umschlägt. Der Münchner Prediger und Jesuit Contzen fordert die Verfolgung aller Ungläubigen und zeigt in seiner Forderung, selbst Fürsten nicht schonen zu wollen, seine theokratisch begründete Missachtung der Standesgrenze. Die Deutung des Zeitgeschehens als Gottesferne führt bei einem namenlosen Jesuitenpater zur Aufgabe aller Tugendanstrengungen wie ethischen Indifferenz, um durch die Entgegensetzung von göttlicher Absolutheit und eigener Nichtigkeit zur Gottesschau zu gelangen. Der fromme Jeremias vertrete nach Quack die Imitatio Christi. Seine Gottessuche schöpft sich aus Martern wie Isolation und der Ahnung von einer dadurch gewonnenen Gegenwart Jesu. Die Verträglichkeit beider Sphären zeigt sich hingegen in der Gestalt des Jesuiten Lamormain. Die Macht der Kirche ist auf Geistigkeit begründet und daher im Reich beschränkt, insofern politische Ziele nur indirekt erreicht werden können, indem auf die religiöse Einstellung der Großen Einfluss genommen wird. Im Gegenzug ist sie den politischen Gesetzen nicht restlos unterworfen und kann sich anders als die Protestanten gegen die politische Instrumentalisierung durch Dritte behaupten. Dagegen bringt die Fabel von den Schafen, die ein Jesuit einem jungen Novizen erzählt, den Machtanspruch der Kirche zum Ausspruch, insofern sie als alleinige Autorität gegenüber den Fürsten gepriesen wird. Papst Urban VIII. gebraucht als territorialer Herrscher die Geistigkeit als Machtmittel.
Quack, Tilman Kasten und Simonetta Sanna verweisen auf eine eschatologische, naturphilosophische und lebensphilosophische Dimension hinter den verschiedenen religiösen Einstellungen der Figuren, welche unmittelbar mit dem Komplex der Individuation zusammenhängen. Das vom Papst gezeichnete wie angestrebte Verhältnis von Staat und Kirche transportiert gewiss ein Religionskritik, welche die Indifferenz gegenüber die Leiden der Gläubigen, den Verwaltungsapparat und das Kapitalinteresse der Kirche anprangert, jedoch verweist die Überzeugung von den weltlichen Herren als Repräsentanten eines verdorbenen Naturzustandes im Gegensatz zur kirchlichen Autorität, auf gegenaufklärerische Ideologeme und stellt somit einen ideenhistorischen Anachronismus dar. Quack nennt daher den Anspruch des Papstes richtigerweise „total, die reinste Ideologie.“ Adalbert Wichert sieht darin eine Kritik an der Abwendung vom Kreatürlichen und die Flucht des Papstes in einer „unnatürlichen Ästhetenwelt“.

## Motive

### Elementsymbole
Die vier Elemente Feuer, Wasser, Luft und Erde symbolisieren die seelisch-leibliche Verfassung der einzelnen Figuren, die Grenzen ihrer Machtansprüche gegenüber der Realität und ihre Abhängigkeit zueinander. Kaiser Ferdinand sind die Elemente Erde und Luft, Wallenstein Erde und Feuer und Gustav Adolph Erde und Wasser eigen. Die Motive werden hierbei mehrmals variiert, so signalisiert die Reiherfeder des Kaisers seine Zugehörigkeit zu den beiden Elementen. Als Ferdinand auf einer Fahrt sich ins Gras wirft, beginnt er von möglichen siegreichen Seeschlachten seines Feldherren zu schwärmen, womit die Unerfüllbarkeit des politischen Ziels angedeutet wird. Ein Blick aus dem Burgfenster geht der Trinkszene mit seinem Narren Jonas im Weinkeller voraus.

### Verdauen
Der Roman wird mit einer Bankettszene anlässlich des Sieges über die Böhmen eingeleitet. Analog zur Vernichtung der Aufständischen wird die Nahrungsaufnahme gestaltet, während die Getränkewahl auf Herrschaftsgebiete Ferdinands verweist. Nach Reiner Niehoff werde das Leitmotiv von „gierigem Magen und gefräßigen Maul“ im Roman mehrmals variiert. Neben den Eroberungsgelüsten, welche metaphorisch mit einzelnen Vorgängen der Nahrungsaufnahme wie dem Beißen, Zerreißen, Knirschen, Verschlingen und Verschlucken beschrieben werden, stellt der Magen eine Abbreviation der Herrschaft dar.
Nach Niehoff handelt es sich um ein selbstreflexives Motiv, darin die Poetik des Romans und Arbeitsweise des Autors zum Ausdruck kommt.

### Tiervergleiche
Die griffigen Formeln wie „kopfhängerischen Büffeln“ für Girolamo Caraffa oder „wangenloses Ziegengesicht“ für Karl von Lichtenstein, welche einerseits das Äußere der Protagonisten anschaulich wiedergeben, andererseits sie durch die Wiederholung immer in Erinnerung des Lesers zurückrufen, übernahm Döblin von Homer, der durch Beinamen und Attributshäufungen die Gestalten in seinen Epen charakterisierte. Gleichzeitig karikieren die Tiervergleiche die politischen Akteure, so Paul Michna, der mit einem „blinden Eber“ verglichen wird, um sein Verhalten zu charakterisieren, nachdeme er wegen der Rückzahlung seiner Schulden wieder liquide geworden ist. Der kriegslüsterne Papst Urbans VIII. wird als „Panther“ demaskiert. Tiervergleiche dienen in der militärischen Gesellschaft auch zur plastischen Darstellung der Rivalität, so nennt Maximilian von Bayern Ferdinand „das dicke Wildschwein, auf dessen Jagd er sein ganzes Leben über war“ und der Diplomat Trautmansdorf gebraucht die Formulierung „Ihr erschießt einen Sperling und meint den Falken“ an den bayerischen Gesandten. Die Tiervergleiche stellen unabhängig von ihrer konkreten Funktion im Text stets eine Rückbindung an die Natur dar und verweisen somit auf die Triebhaftigkeit menschlichen Handelns.

## Genre
Der Roman weist für Döblins Erzählwerk das Spiel mit mehreren Romanschemata auf. Einerseits ist die Hauptfigur Ferdinand ein Charakter, der einen instabilen Entwicklungsprozess durchläuft wie es im Anti-Bildungsroman typisch ist, andererseits sind Wallenstein und die Militärs als Typen modelliert gleich Figuren in Epen. Als (Anti-)Kriegsroman hat es vordergründig den Dreißigjährigen Krieg zum Gegenstand, jedoch sind der Erste Weltkrieg und die Revolutionswirren ebenfalls präsent. Der Stoff aus der Vergangenheit lässt es als Historienroman gelten, wenngleich die Negation einer teleologischen Sinngebung durch die Geschichte, die Entmythologisierung historischer Größen wie die Multiperspektivität zwecks Desavouierung einer Reduktion historischer Prozesse auf kausale Erklärungen, Geschichte fortwährend dekonstruieren.

## Entstehungs- und Publikationsgeschichte
Von 1915 bis 1916 machte sich Döblin auf die Suche nach einem historischen Stoff für einen neuen Roman. Zuerst suchte er Material zum Untergang Byzanz, dann zum Aufstand des Gemeinen Mannes und die Revolution von 1848, bis er schließlich beim Dreißigjährigen Krieg fündig wurde. In den Monaten Juli bis August 1916 besuchte er wegen eines Magenleidens den fränkischen Kurort Bad Kissingen. Dort stieß er auf eine Zeitungsanzeige der Gustav-Adolf Festspiele, welche ihn schließlich zum Roman anregte. Die dafür notwendig gewordene historische Literatur lieh sich der Schriftsteller vorwiegend aus Straßburg. Der Roman entstand größtenteils während Döblins Stationierung als Lazarettarzt in Lothringen. Der Schluss entstand in Berlin.
Die Ilias von Homer, Salambo von Gustave Flaubert, Thyl Ulenspiegel des Belgiers Charles de Coster sowie das fünfte Kapitel aus Die Brüder Karamasow von Fjodor Michailowitsch Dostojewski bildeten die wichtigsten erzählerischen Anreger für Döblins Historischen Roman. Steffan Davies sieht strukturelle und thematische Parallelen zwischen Schillers Drama und Döblins Roman, so werde im ersten Buch des Romans wie in Schillers Vorspiel die Notwendigkeit für Wallensteins Auftauchen dargestellt. Die daoistische Lehre vom Wu wei, welche der Autor bereits in seinem ersten Roman Die drei Sprünge des Wang-lun zum Gegenstand hatte, wird in den polaren Figuren Ferdinand und Wallenstein noch einmal aufgegriffen. Ebenfalls grundieren naturphilosophische Überlegungen und Döblins Auseinandersetzung mit Theoremen aus Friedrich Nietzsches Philosophie wie den Willen zur Macht und die Ewige Wiederkunft den Roman.
Der Roman erschien 1931 in einer Auflage von „5300“ Stück in tschechischer Sprache. Der Autor verfasste hierfür 1930 den Artikel Entstehung und Sinn meines Buches Wallenstein. Eine weitere Übersetzung liegt nicht vor. Der Roman wurde mehrmals auferlegt. In der Werkausgabe wurde Wallenstein (AW 10) 1965 mit einem Vorwort des Herausgebers Walter Muschg veröffentlicht. 1970 erschien der Roman im Verlag Rütten & Loening. Der Walter-Verlag verlegte acht Jahre später eine Jubiläumsausgabe von ausgewählten Werken Döblins, darunter den Wallensteinroman. 2001 gab Erwin Kobel den Roman innerhalb der Werkausgabe heraus. 2003 erschien auf Basis des Einzebandes eine kostengünstige Taschenbuchausgabe im dtv-Verlag. Im Rahmen einer ausgewählten Werkausgabe im Fischer Verlag wurde der Roman 2008 als neunter Band sowie 2014 als Taschenbuch veröffentlicht.

## Rezeption
Die kompositorische und sprachliche Innovationskraft des Romans wurde früh erkannt. Die Rezensenten Moritz Goldstein, Karl von Perfall, Otto Ernst Hesse und Max Krell machten auf die Neuartigkeit der Darstellung aufmerksam. Peter de Mendelssohn urteilte über den Roman: „Wallenstein gelangte ins achte Tausend, aber er räumte mit achttausend epigonalen historischen Romanen auf.“ Gottfried Benn erinnerte nicht nur in seiner Antrittsrede vor der Berliner Akademie an Döblins Geschichtsroman, sondern meinte auch, dass es von Döblin abgesehen „keinen deutschen Dichter [gebe], der imstande sei, zehn, zwanzig Seiten ohne einen einzigen inneren Monolog, ohne ein einziges Gespräch zu schreiben“ Weniger lobende Worte fanden hingegen Bertolt Brecht und später auch Lion Feuchtwanger. Ersterer hielt in seinem Tagebuch unverhohlen die Enttäuschung fest: „Schade, daß soviel Hysterie und Kraftmeierei drin steckt und hier soviel Äußerlichkeiten in kolossalischem Stil aufgemacht sind! Dieser Barock! Dieses (parteilose) Panorama! Welch eine gefährliche (ideologische) Sache“ Feuchtwanger meinte anfangs anerkennend „Döblins ‚Wallenstein‘ ist etwas durchaus Neues, Andres, Abwegiges. Vielleicht bleibt dieses Werk einmalig, vielleicht ist es die Mode von morgen“, doch führte er 1957 das erzählerisch weniger bedeutende Werk von Ricarda Huch  gegen Döblins Roman an. Kasimir Edschmid meinte eine moralische Enthaltung des Autors und die Stilisierung Wallensteins als Übermenschen zu erkennen, was eher einer Selbstdeutung seines Timur nahekam. Dagegen knüpfte Hans Henny Jahnn in seinem 1929 erschienenen Roman Perrudja an den stilistischen Erneuerungen im Wallenstein an.
Im Jahre 1933 verboten die Nationalsozialisten Döblins Werk, mit Ausnahme des Wallensteins. Einerseits lag dies in der seit Schiller und Ranke zugestandenen Bedeutung Wallensteins als vorläufigen Reichseiniger begründet, weshalb der Roman trotz Herkunft und politischer Positionierung des Autors nicht verboten wurde. Andererseits zog die Machtergreifung ein größeres Interesse an die historische Figur nach sich, was sich in zahlreichen Machwerken niederschlug, die Wallenstein schlicht als Folie für den Führerkult missbrauchten. Adalbert Wichert erklärt die Zustimmung der Nationalsozialisten mit der Fokussierung auf den Übermenschen Wallenstein und die selektive Ausblendung der Entheroisierung. Paul Wallenstein sah in seiner 1934 erschienenen vergleichenden Studie nicht nur eine Kontinuität in der Figurenzeichnung (Wallenstein als gesteigerter Wang-Lun), sondern lobte ausdrücklich die Darstellung: „Wallenstein ist das Ungeheuer, und ungeheuerlich sind die Gestaltungsmittel, die Bilder und die Sprache, die Döblin dazu verwendet, ihn lebendig zu machen.“
1945 distanzierte sich der Schriftsteller selbst von seinem Roman und ließ sein eigenes Werk zensieren. Anders als der futuristische Roman Die drei Sprünge des Wang-lun, oder der darauffolgende utopische Roman Berge, Meere und Giganten, die Erzählungen Die Ermordung einer Butterblume und Die beiden Freundinnen und ihr Giftmord, selbst Döblins meistrezipiertes Werk Berlin Alexanderplatz, wurde der Roman Wallenstein von jüngeren Schriftstellerkollegen begeistert aufgenommen. „Ich liebe den Wallenstein, halte ihn für einen der größten deutschen Romane, noch dazu für einen historischen, die meistens langweilig sind“ meinte der Schriftsteller Wolfgang Koeppen. und Günter Grass bekannte sich in seiner Rede Über meinen Lehrer Döblin, vor allem zum Autor des Wallensteins. Die Gewaltdarstellungen gelten als unübertroffen, weshalb W.G. Sebald dem Autor vorwarf, die Gewalt im Stil affirmativ zu rechtfertigen.
Im „eklatante[n] gattungsgeschichtliche[n] Bruch“, so Literaturwissenschaftler Hugo Aust, liegt die literaturästhetische Bedeutung des Romans. Nach Hans Vilmar Geppert beginne innerhalb des Historischen Romans die Moderne erst mit Döblins Historienroman. Helmuth Kiesel merkt an, dass durch den Wallenstein der Historienroman als Kunstform eine „grundlegende Erneuerung“ erfahren habe. Nicht nur ein Hauptwerk des Autors, sondern des modernen Romans überhaupt, bestimmt Rudolf Radler die Bedeutung des Romans. Gabriele Sander kommentiert: „Döblin entfaltet das Panorama einer inhumanen Zeit, die von Gewaltexzessen, religiösen Wahnvorstellungen, sozialen und ideologischen Gegensätzen bestimmt wird.“ Josef Quack zeigt sich begeistert und nennt Döblins Roman gar einen der „beutendsten Geschichtsromane der Weltliteratur“. Die Bedeutung des Historischen Romans liegt nicht zuletzt in seiner erzählerisch vermittelten Kritik an der historistischen Geschichtsschreibung.

### Textausgaben
- Alfred Döblin: Wallenstein. Roman. S. Fischer, Berlin 1920.
- Alfred Döblin: Wallenstein. Roman. Walter, Olten u. Freiburg in Breisgau 1965.
- Alfred Döblin: Wallenstein. Roman. hrsg. von Walter Muschg. dtv, München 1983, ISBN 978-3-423-10144-8.
- Alfred Döblin: Wallenstein. Roman. hrsg. von Erwin Kobel. Patmos Verlag, München 2001, ISBN 3-530-16714-2.
- Alfred Döblin: Wallenstein. Roman. hrsg. von Erwin Kobel. dtv, München 2003, ISBN 3-423-13095-4.
- Alfred Döblin: Wallenstein. Roman. Werke Band IX. S. Fischer, Frankfurt am Main 2008, ISBN 978-3-10-015559-7.

### Weiterführende Schriften
- Alfred Döblin: Entstehung und Sinn meines Romans Wallenstein, in: Döblin, Schriften zu Leben und Werk. S. Fischer, Frankfurt am Main 2015, S. 182–184.

### Sekundärliteratur
- Carl Gelderloos: „Ersticken im Stofflichen“. Characters as Collectives in Alfred Döblin’s Wallenstein and his Theoretical Writings, in: The German Historical Novel since the Eighteenth Century. More than a Bestseller, hrsg. von Daniela Richter. Cambridge Scholars, Newcastle 2016, ISBN 1-4438-9766-3, S. 97–126.
- Gerhard Gillhoff: Erzählzeit als Medium epischen Gestaltens – Das Proömion in Döblins Wallenstein-Roman, in: Nomaden. Interdisziplinäre Wanderungen im Feld der Formulare und Mythen, hrsg. von Andreas Leutzsch. Transcript, Bielefeld 2003, ISBN 3-89942-111-6, S. 23–40.
- Ulrike Harnisch: Sozialpsychologische Studien zu Alfred Döblins Roman „Wallenstein“. Dissertation. Berlin 1971.
- Axel Hecker: Geschichte als Fiktion. Alfred Döblins „Wallenstein“ – eine exemplarische Kritik des Realismus. Königshausen & Neumann, Würzburg 1986, ISBN 3-88479-248-2.
- Ulrich Dronske: Geschichte als Naturzustand. Zu Döblins Roman Wallenstein. In: Tendenzen im Geschichtsdrama und Geschichtsroman des 20. Jahrhunderts. Zagreb 2004, S. 145–155.
- Yalin Feng: „Der  Krieg  ist  ein  Totengräber“. Inszenierung der Gewalt und deren Mechanismen in Alfred Döblins historischem Roman Wallenstein. In: Feng Yalin u. a. (Hrsg.): Literaturstraße. Band 15, Würzburg 2014, S. 97–106.
- Daniel Fulda: Das Abmurksen ist gewöhnlich, der Braten ungewöhnlich. Döblins kannibalistische Anthropologie. In: Annette Keck u. a. (Hrsg.): Verschlungene Grenzen Anthropophagie in Literatur und Kulturwissenschaften. Tübingen 1999, S. 105–136.
- Hans Vilmar Geppert: Der historische Roman: Geschichte umerzählt, von Walter Scott bis zur Gegenwart. Francke, Tübingen 2009, ISBN 978-3-7720-8325-9, S. 216–225.
- Tilman Kasten: Historismuskritik versus Heilsgeschichte. Die Wallenstein-Romane von Alfred Döblin und Jaroslav Durych. Böhlau, Köln 2016, ISBN 978-3-412-50333-8.
- Erwin Kobel: „Bald im Luft, bald im Keller, nie auf der Erden“. Kaiser Ferdinand der Andere in Döblins Wallenstein. In: Jahrbuch des Freien Deutschen Hochstifts. 2001, S. 237–262.
- Ursula Kocher: Totaler Krieg. Zu Alfred Döblins Roman Wallenstein. In: Geschlossene Formen. Königshausen & Neumann, Würzburg 2005, ISBN 3-8260-2722-1, S. 61–76.
- Thomas Lehr: In Tod und Trümmern-finde. Alfred Döblins Wallenstein Roman als Glanzpunkt der literarischen Kriegsberichterstattung. In: Neue Rundschau. S. Fischer, 2009, ISBN 978-3-10-809076-0, S. 112–121.
- Waltraud Maierhofer: Zur Repräsentation der Frau und des Weiblichen in Döblins ‚Wallenstein‘. In: Gabriele Sander (Hrsg.): Internationales Alfred-Döblin-Kolloquium. Leiden 1995, S. 95–114.
- Dieter Mayer: Alfred Döblins Wallenstein. Zur Geschichtsauffassung und zur Struktur. Fink, München 1972.
- Harro Müller: War and Novel: Alfred Döblin’s Wallenstein and November 1918. In: Bernd Hüppauf (Hrsg.): War, Violence, and the Modern Condition. Berlin 1997, S. 290–299.
- Reiner Niehoff: Magengrimmen. Alfred Döblins Wallenstein. In: Internationales Alfred-Döblin-Kolloquium Münster. Mainz 2005, ISBN 3-03911-148-5, S. 227–250.
- Josef Quack: Geschichtsroman und Geschichtskritik. Zu Alfred Döblins "Wallenstein". Königshausen & Neumann, Würzburg 2004, ISBN 3-8260-2710-8.
- Wolfdietrich Rasch: Döblins Wallenstein und die Geschichte. In: Zur deutschen Literatur seit der Jahrhundertwende. Gesammelte Aufsätze. Stuttgart 1967, S. 228–242.
- Simonetta Sanna: Ars aurifera. Die Verwandlung des Königs in Alfred Döblins Wallenstein. In: Hartmut Eggert, Gabriele Prauß (Hrsg.): Internationales Alfred-Döblin Kolloquium. (= Jahrbuch für Internationale Germanistik, Kongressberichte. Band 69). Berlin 2001, S. 247–269.
- Klaus R. Scherpe: Stadt. Krieg. Fremde. Literatur und Kultur nach den Katastrophen. Francke, Tübingen/ Basel 2002, S. 77–98.
- Stefanie Stockhorst: Warum das aber spiegeln und die Erinnerung daran heraufbeschwören, während der Donner von Verdun herüberschlug? Zur ästhetischen Konstruktion historischer Parallelen in Alfred Döblins Roman Wallenstein (1920). In: Fabian Lampart u. a. (Hrsg.): Der Zweite Dreißigjährige Krieg. Deutungskämpfe in der Literatur der Moderne. (= Klassische Moderne. Band 38). Ergon, Baden-Baden 2019, ISBN 978-3-95650-491-4, S. 129–148.
- Paul Robert Wallenstein: Die dichterische Gestaltung der historischen Persönlichkeit, gezeigt an der Wallensteinfigur. Ein Versuch zur Beleuchtung der Problematik von Dichtung und Geschichte unter dem Gesichtspunkt der Wertbegegnung. Konrad Triltsch, Würzburg 1934.
- Regina Wegner: Erzählte Geschichte. Literarische Geschichtsdarstellung – ihr Verhältnis im Erscheinungsbild dreier repräsentativer Beispiele des 18., 19., und 20. Jahrhundert (= Studium Litterarum, Bd. 4). Hrsg. von Knut Kiesant und Hans G. Roloff. Weidler Verlag, Berlin 2001.
- Adalbert Wichert: Alfred Döblins historisches Denken. Zur Poetik des Modernen Geschichtsromans. (= Germanistische Abhandlungen. Band 48). Stuttgart 1978.